# 丸山教

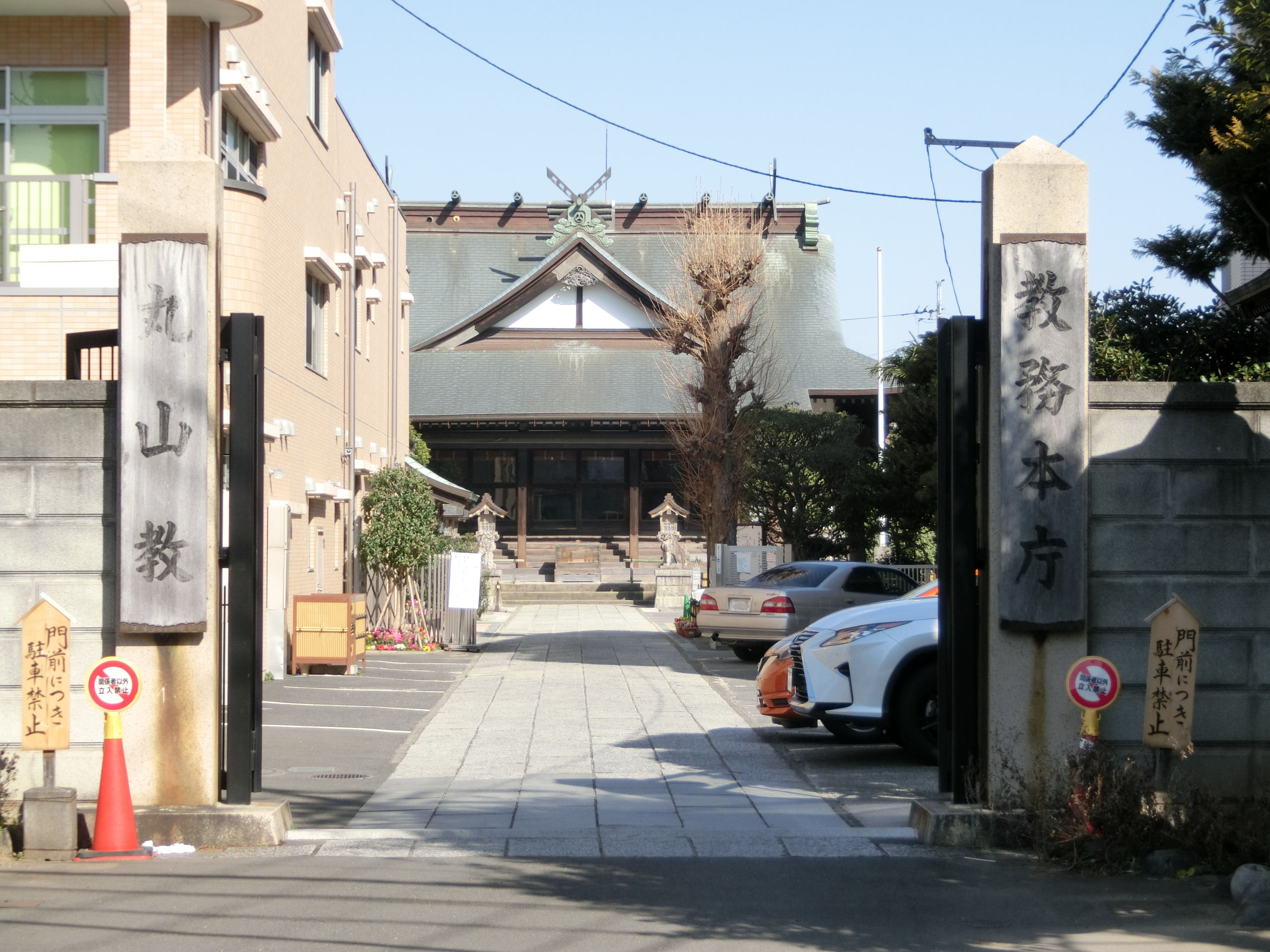
丸山教教務本庁

丸山教（まるやまきょう）は日本の宗教団体である。神道の影響が強く、教派神道の一派として挙げられる教団である。

## 歴史
1870年（明治3年）武蔵国橘樹郡登戸（稲田村）の農民だった伊藤六郎兵衛（1829-1894）が「丸山講」を基板として興った。1875年（明治8年）には富士山を信仰する富士講の一つである「富士一山講」と合併、「富士一山講丸山教会」と称して活動を開始するが、一山講が扶桑教として独立したのを機に丸山教会は扶桑教から離脱、神道本局へ所属し、名称も「神道丸山教会本院」と改称した。
丸山教は明治10年代に「松方財政」（松方デフレ）の影響で困窮した農民からの支持を集め、静岡県・愛知県・長野県・神奈川県などを中心に隆盛した。1880年（明治13年）には多摩川の河原で信者8000人による大祈祷会が開催され、1885年（明治18年）に扶桑教から独立し、1886年（明治19年）に丸山教会本院を設置した。当時、信徒数は138万人とも言われた。
1884年（明治17年）頃、支部の一つ「み組」の組長西ヶ谷平四郎が、1885年（明治18年）に天地が壊れ、1886年（明治19年）に丸山教だけが救われる世の中が来る、という終末予言を広めた。この予言をあてにした納税拒否、小作関係解消が続出したため、警察の弾圧を受けたのがみ組事件である。
み組事件は教祖が関与したものではなかったが、丸山教にはもとから「世直し人助け」の観点からの社会批判があった。それが、西欧化・近代化・軍備拡張など明治政府が進める諸政策との対立に至ると、政府からの大弾圧につながった。1894年（明治27年）に教祖が死去すると、教勢は著しく衰えた。
しかし、教団自体は報徳社運動が唱える報徳思想に接近した。戦時中は教団としての活動を停止し、第二次世界大戦の敗北により、1946年（昭和21年）宗教法人法により丸山教として独立した。

## 歴代教主
- 初代教祖 伊藤六郎兵衛（いとうろくろうべえ）

武蔵国橘樹郡登戸村字富士塚（現神奈川県川崎市多摩区登戸）、農業清宮源六の次男として1829年8月14日（文政12年7月15日）に生まれた。幼名「米吉（よねきち）」。14歳から24歳まで隣村宿河原の叔母の家で百姓奉公を勤めた後、伊藤家の婿養子となり長女サノと結婚。名を「六蔵（ろくぞう）」と改める。後に家督相続して家名の「六郎兵衛（ろくろうべえ）」を襲名。1873年（明治6年）、丸山講を創始し、のちの丸山教に至る教派の教祖となる。1894年（明治27年）3月30日、66歳で死去。
- 二世教主 伊藤国義（いとうくによし）

教祖の妻、サノの妹キノと当麻又左衛門の三男として、1859年3月6日（安政6年2月2日）に生まれた。1861年（文久元年）、2歳の時に教祖とサノ夫婦の養子となる。1894年（明治27年）3月30日、教祖の死去後、35歳で二世教主として法統を継ぐ。1908年（明治41年）2月21日、49歳で死去。
- 三世教主 伊藤六郎兵衛（伊藤平質：いとうへいしち[1]）

丸山教二世教主とイノの次男として、1883年（明治16年）11月17日に橘樹郡登戸村（川崎市）で生まれた。日本大学卒業。1908年（明治41年）2月21日、父・国義（二世教主）の死去後、25歳で法統を受け継ぎ三世教主に就任。葦天と号して俳画や郷土史研究を行い、飯田九一や佐藤惣之助と親交を結んだ。1972年に第1回川崎市文化賞を受賞。1974年（昭和49年）6月17日、90歳で死去。
- 四世教主 伊藤光海（いとうてるみ）

丸山教三世教主の長男で副教主の伊藤等と和子の長男として、1949年（昭和24年）11月21日に生まれた。父の伊藤等が1962年（昭和37年）11月18日に死去後、13歳で副教主を襲名。以後、祖父である三世を助けて教団の諸行事の中核を担う。1974年（昭和49年6月17日）、三世の死去後、24歳で法統を継ぎ、四世教主に就任。

## 教勢
2016年（平成28年）版の『宗教年鑑』によると、教会数76、その他26、教師数447、信者数1万1035とされている
。

## 活動
丸山教の創設当初は原型である食行身禄以来の富士講の影響を引き継ぎ、世直しや反近代化の思想が強かったが、明治政府による大弾圧後は報徳社運動に沿った勤勉・倹約を中心とした。現在では平和主義を主張し、反核運動（原水爆禁止運動）にも参加している。

## その他
- 丸山教三世教主であった伊藤六郎兵衛（本名：伊藤平質）は俳句や郷土研究にも関わり、詩人の佐藤惣之助や北原白秋との親交もあった。両者とも1942年（昭和17年）に没したが、伊藤は佐藤の句碑（鼎座句碑）を教団本庁の境内に建立し、北原が作詞した「多摩川音頭」の詩碑も現在まで置かれている。
- 藤棚：本庁境内には「丸山の六尺藤」と呼ばれる樹齢120年程のフジの木があり、並んで立つクスノキとともに川崎市の「まちの樹50選」に指定されている。
- 登戸静修校：全国的経済不況により、有能な人材の都市流失の現状を訴え人材養成による村おこしのため、1925年（大正14年）に隣村長尾に在った静修塾の後を受け、教団の社会事業の一環としこの地に知事認可の登戸静修校を開校した（1944年（昭和19年）12月学徒動員法により閉校）。
- 本庁境内地には1949年（昭和24年）に当時の伊藤等副教主を園長として丸山幼稚園（学校法人丸山学園）が設置され、2014年（平成24年）には新校舎も設置されている[7]。

## 所在地情報
所在地
- 丸山教本庁（教団本部）: 神奈川県川崎市多摩区登戸

交通
最寄り駅：小田急小田原線向ヶ丘遊園駅

## 関連サイト
- 宗教法人 丸山教
- 学校法人丸山学園 丸山幼稚園